# Quatuor Élysée
Ne pas confondre avec Quatuor Élyséen.
Le quatuor Élysée est un quatuor à cordes fondé en 1995.

## Histoire

### Création
Le quatuor Élysée est fondé en 1995 par d'anciens membres de deux quatuors ayant chacun remporté le grand prix au concours international d'Évian : les quatuors Anton et Ysaÿe.
La formation depuis la création jusqu'en 2005 se composait de Christophe Giovaninetti (premier violon), Marc Vieillefon (second violon), Dimitri Khlebtsevitch (alto) et Igor Kiritchenko (violoncelle)

### Évolution de la formation
- En 2011, le quatuor est formé de Christophe Giovaninetti (premier violon), Sullimann Altmayer (second violon), Adeliya Chamrina (alto) et Igor Kiritchenko (violoncelle)[1].

- En 2012, il est formé de Christophe Giovaninetti (premier violon), Laurent Le Flécher (second violon), Adéliya Chamrina (alto) et Igor Kiritchenko (violoncelle), ce qui permet d'écrire : « L’aspect unique du Quatuor Élysée réside dans la confrontation et l’assimilation de deux écoles différentes : l’école française (doublée d’une influence très marquée par le Quatuor Amadeus et la grande tradition viennoise) et la prestigieuse école russe (l’altiste et le violoncelliste ayant travaillé avec le Quatuor Borodine).
Ces deux écoles permettent une fusion d’idées différentes, le développement de dimensions nouvelles dans l’interprétation de la musique, et une puissance d’expression d’une grande originalité[2],[3]. »

- En 2017, la formation est composée de Justina Zajancauskaité[4] (premier violon), Laurent Le Flécher[5] (second violon), Andrei Malakhov[6] (alto) et Igor Kiritchenko[7] (violoncelle).

- En 2018, la formation est composée de Justina Zajancauskaité - 1er violon, Eun Joo Lee - 2d violon, Andrei Malakhov - alto, Igor Kiritchenko - violoncelle